# Mariscal Yehuitz
Mariscal Yehuitz är en ort i Mexiko.   Den ligger i kommunen Tumbalá och delstaten Chiapas, i den sydöstra delen av landet, 800 km öster om huvudstaden Mexico City. Mariscal Yehuitz ligger 1 014 meter över havet och antalet invånare är 539.
Terrängen runt Mariscal Yehuitz är varierad, och sluttar norrut. Runt Mariscal Yehuitz är det ganska tätbefolkat, med 65 invånare per kvadratkilometer. Närmaste större samhälle är Yajalón, 19,9 km söder om Mariscal Yehuitz. I omgivningarna runt Mariscal Yehuitz växer i huvudsak städsegrön lövskog.